# الیکایی درختی بال‌خط‌دار
الیکایی درختی بال‌خط‌دار (نام علمی: Henicorhina leucoptera) نام یک گونه از سرده الیکایی‌های درختی است.